# 预报旅客信息
预报旅客信息（英語：Advance Passenger Information，縮寫：API，也称国际航班载运人员信息预报）是指航空公司通过网络向其国际航班目的地国家政府部门报送的旅客、机组成员和非机组成员的信息，以便相关部门在航空器实际入境前对其进行记录和检查，最初由美国Customs Service（后改组为美国国土安全部的CBP）在1988年引入。
预报旅客信息是世界海关组织、国际航空运输协会、国际民航组织联合签署的国际标准。

## 中国政府实施API
2003年，为及时掌握“非典”患者出入境情况，民航总局、卫生部、国家质检总局联合下发了《关于国际航班实施预报旅客信息的通知》（民航运发【2003】141号），要求对入出中国境内开放航空口岸的定期或不定期国际航班，按照规定的内容和格式预报旅客信息。对未按规定预报旅客信息的航空公司将“视情处理”，但总体情况并不十分理想。
2008年，由公安部和中国民用航空总局（后改组为中國民用航空局）联合下发的《国际航班载运人员信息预报实施办法》（第99号令）自2008年5月1日起正式实施。中国航信被指定为航空公司通过国际航空电讯集团公司网络或互联网发送国际航班载运人员信息的数据接收、存储和管理联系单位。航空公司将通过国际航空电讯协会网络将预报信息发送至PEKKN1E，或通过国际互联网将预报信息发送至http://adapis.travelsky.com/ （页面存档备份，存于） 。